# Neogonyleptes frontalis
Neogonyleptes frontalis is een hooiwagen uit de familie Gonyleptidae.